# Catedral de la Inmaculada Concepción (Fort Wayne)
La Catedral de la Inmaculada Concepción  (en inglés: Cathedral of the Immaculate Conception) es un edificio religioso localizado en Fort Wayne, Indiana, Estados Unidos que funciona como la catedral primaria de la diócesis de Fort Wayne-South Bend, encabezada por el Rev. Kevin Carl Rhoades. La parroquia fue establecida en 1836, por lo que es la más antigua en Fort Wayne. La iglesia fue erigida en 1860.
La iglesia original en lo que ahora es la Plaza de la Catedral fue la iglesia de Santa María (separada de la actual iglesia de Santa María en Fort Wayne), abierta entre 1834 y 1835. En 1840, el Reverendo Louis Mueller comenzó la construcción de una nueva iglesia, La Catedral de San Agustín. San Agustín sirvió como iglesia hasta que un incendio la destruyó en 1859. En 1859-1860, el Rev. Julian Benoit erigió una tercera iglesia y la nombró la catedral de la Inmaculada Concepción, en honor de la Virgen María. El edificio de la Catedral sigue en pie hoy, mantenido a través de varias renovaciones a lo largo de las décadas, la más reciente por Schenkel y Sons, Inc. 

## Galería de imágenes

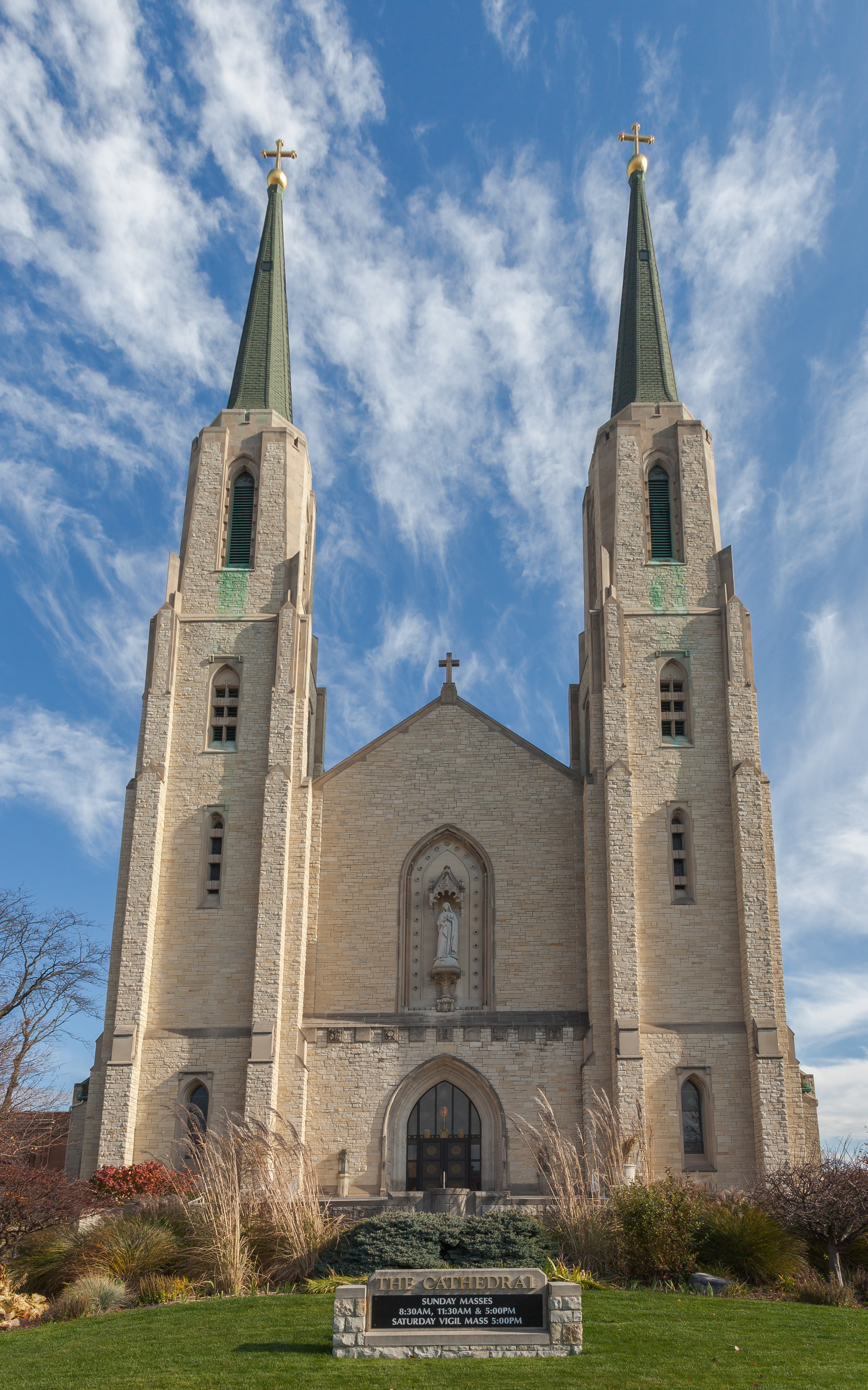
Fachada.
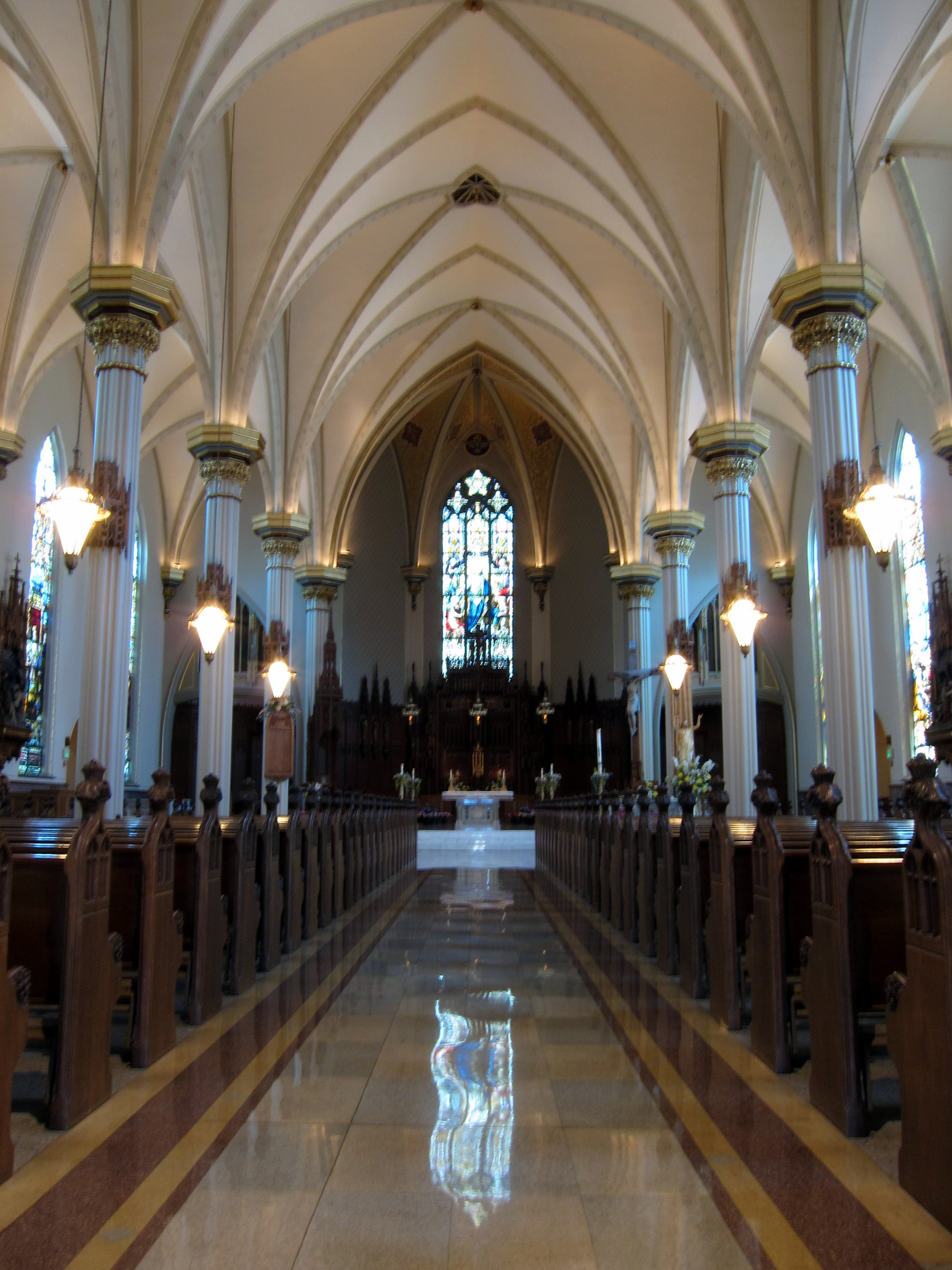
Vista interna.
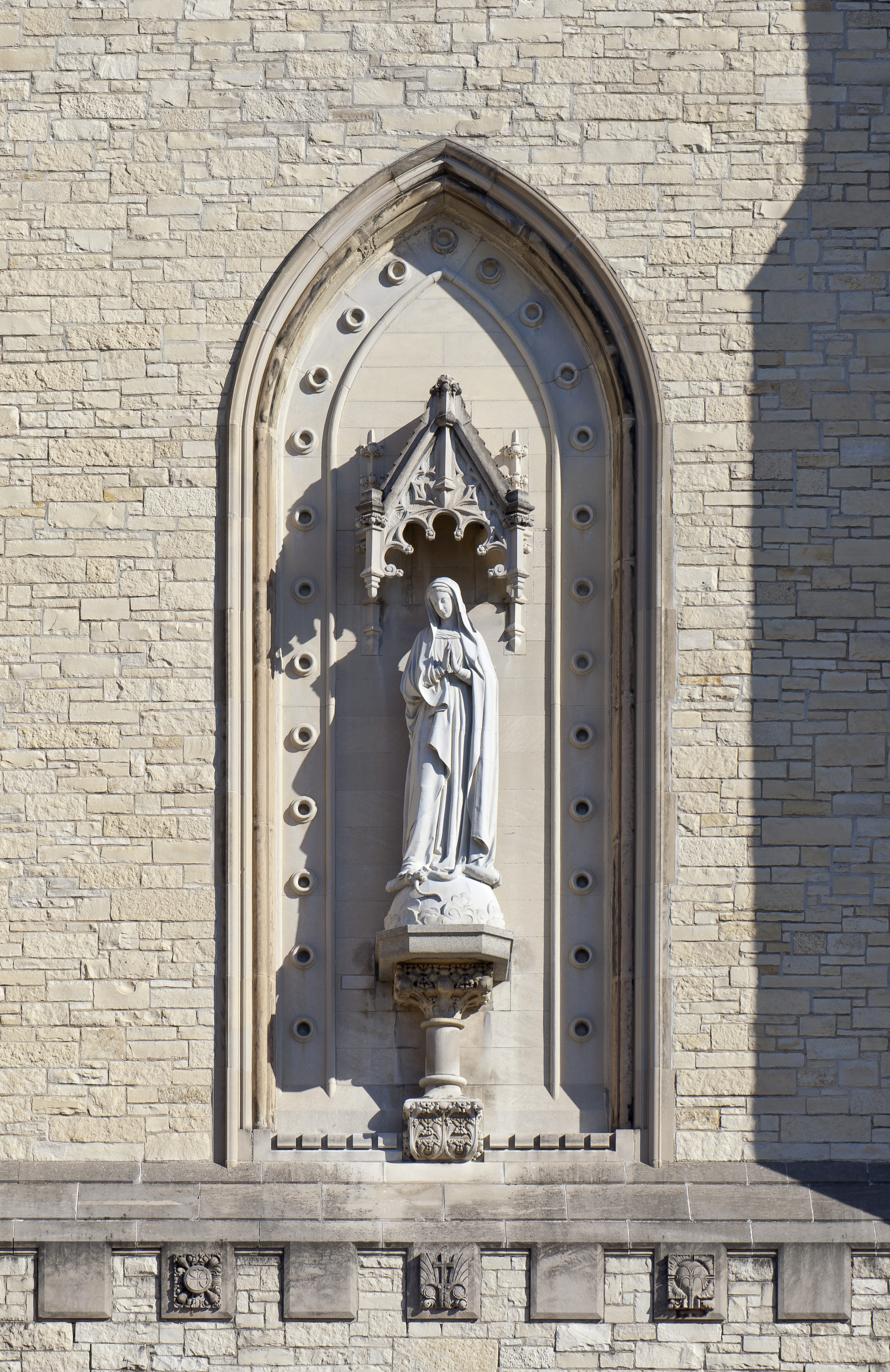
Detalle de una estatua.
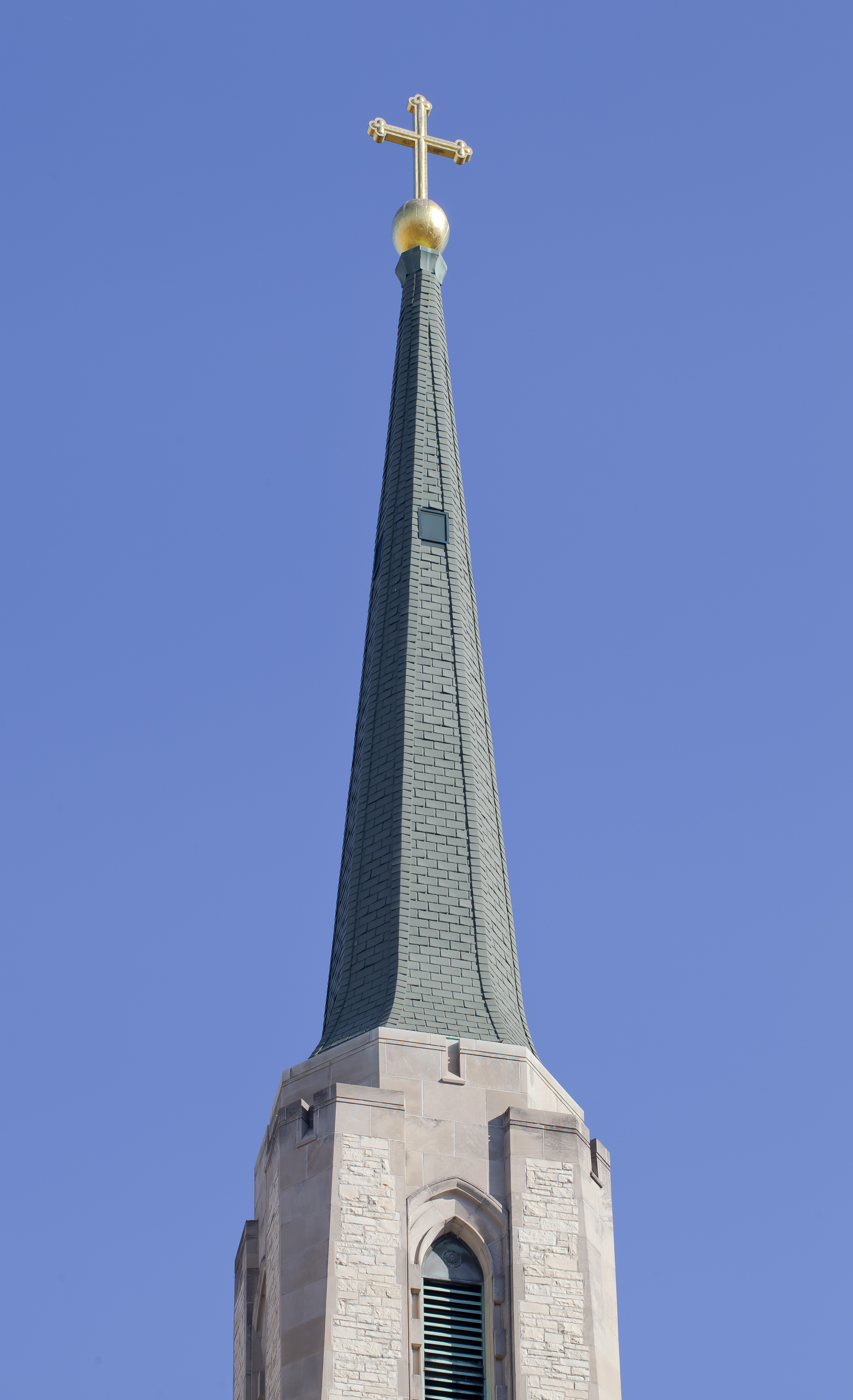
Torre.

- Datos: Q5052445
- Multimedia: Cathedral of the Immaculate Conception (Fort Wayne, Indiana) / Q5052445